# Gubukklakah
Gubukklakah is een bestuurslaag in het regentschap Malang van de provincie Oost-Java, Indonesië. Gubukklakah telt 4067 inwoners (volkstelling 2010).